# Quân đoàn 1 (Ukraina)
Quân đoàn 1 "Azov" của Lực lượng Vệ binh Quốc gia Ukraina (NGU, thuộc Bộ Nội vụ Ukraina) là đơn vị cấp quân đoàn đầu tiên của NGU, được thành lập tháng 4 năm 2025.  Tư lệnh Quân đoàn 1 là Đại tá (polkovnik), Anh hùng Ukraina Denys Hennadiyovych Prokopenko, nguyên Lữ đoàn trưởng Lữ đoàn đặc nhiệm 12 "Azov". Phù hiệu đính vai của binh sĩ Quân đoàn 1 có hình đầu chim đại bàng, số I La Mã và kí hiệu cũng thấy trong phù hiệu và quân kỳ của Lữ đoàn Azov mà Liên bang Nga cho là biểu tượng Phát xít.
Quân đoàn 1 bao gồm:
- Lữ đoàn tác chiến 1 "Bureviy" (Lữ đoàn Phòng vệ Tổng thống phủ)
- Lữ đoàn đặc nhiệm 12 "Azov"
- Lữ đoàn tác chiến 14 "Chervona Kalyna"
- Lữ đoàn tác chiến 15 "Kara-Dag"
- Lữ đoàn tác chiến 20 "Lyubart"

Trong đó, Lữ đoàn Lyubart là đơn vị mới thành lập lấy Tiểu đoàn đặc nhiệm số 5 "Lyubart" vốn thuộc Lữ đoàn 12 "Azov" làm nòng cốt.